# Ruzsa
Ruzsa is een plaats (község) en gemeente in het Hongaarse comitaat Csongrád. Ruzsa telt 2817 inwoners (2002).